# José Bayardi

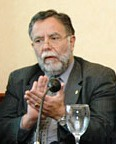
José Bayardi (2006)

José Arturo Bayardi Lozano (* 30. Juni 1955 in Montevideo) ist ein uruguayischer Politiker.
Der promovierte Arzt José Bayardi, der 1988 an der Universidad de la República sein 1975 aufgenommenes Studium abschloss, gehört der Frente Amplio und dort dem Sektor der Vertiente Artiguista an. Er hat als Repräsentant des Departamentos Montevideo seit dem Beginn der 43. Legislaturperiode (LP) am 15. Februar 1990 ein Titualarmandat als Abgeordneter in der Cámara de Representantes inne. 1995 war er Zweiter Vizepräsident der Abgeordnetenkammer. In der 45. Legislaturperiode saß er zudem für fünf Tage als stellvertretender Senator in der Cámara de Senadores. Bayardi war als Nachfolger von Azucena Berrutti vom 3. März 2008 bis zum 31. August 2009 während der Präsidentschaftszeit von Tabaré Vázquez Verteidigungsminister von Uruguay. Zuvor war er seit März 2005 stellvertretender Minister dieses Fachbereichs. Am 30. Dezember 2013 wurde er zum Minister für Arbeit und Soziale Sicherheit in der Regierung von José Mujica ernannt.